# Medialuna de San Carlos
La Medialuna Monumental de San Carlos es un recinto deportivo para la práctica del rodeo chileno ubicada en la comuna de San Carlos, más específicamente al costado sur de la ciudad, al lado de la Ruta CH-5 (Panamericana). Es la segunda medialuna más grande de Chile, con capacidad para 8.000 espectadores, solo es superada por la Medialuna Monumental de Rancagua.
Este recinto deportivo es administrado por el Club de Rodeo Chileno San Carlos, perteneciente a la Asociación Ñuble, de la Federación del Rodeo Chileno.

## Construcción
La construcción de esta medialuna fue posible gracias al entusiasmo de Rodolfo Bustos y Segundo Salinas, conocidos como Don Galo y Negro Salinas, respectivamente. Estos jinetes le dieron vida a los primeros rodeos de esa zona, tras levantar una vieja medialuna a media cuadra del estadio, en la esquina de Avenida Arturo Prat y Chacabuco. Su construcción estuvo a cargo del arquitecto, Eduardo Torres Poblete.
En esta pista surgieron corraleros insignes como Rodolfo Bustos, Ignacio González, los hermanos Dinamarca, los Labrín, los Contreras, Remigio Cortés, Segundo Zúñiga, entre otros.
Tras unos beneficios, fue comprado el terreno en 1979 y comenzó la construcción de un gran recinto deportivo, de material sólido, como pocas medialunas de Chile.
Finalmente el 19 de septiembre de 1980 se inauguró la nueva medialuna y fue bautizada como Monumental ya que en ese tiempo era la más grande junto a la medialuna de Rancagua, después la medialuna rancagüina fue remodelada y la de San Carlos pasó a ser la segunda medialuna en cuanto a capacidad.

## Principales eventos
- Rodeo clasificatorio de 1989.
- Rodeo clasificatorio de 1990.
- Rodeo clasificatorio de 1991.
- Rodeo clasificatorio de 1992.
- Rodeo clasificatorio de 1997.
- Rodeo clasificatorio de 1998.
- Rodeo clasificatorio de 2012.
- Rodeo clasificatorio de 2013.
- Rodeo clasificatorio de 2014.
- Campeonato Nacional de la FENARO de 1994.
- Campeonato Nacional de la FENARO de 2000.
- Campeonato Nacional de la FENARO de 2013.
- Campeonato Nacional de Rodeo Universitario de 2019.
- Además ha albergado múltiples eventos relacionados con el mundo agrícola, cultural y artístico de la zona.